# Gacha (genre de jeu vidéo)
Pour les articles homonymes, voir Gacha.

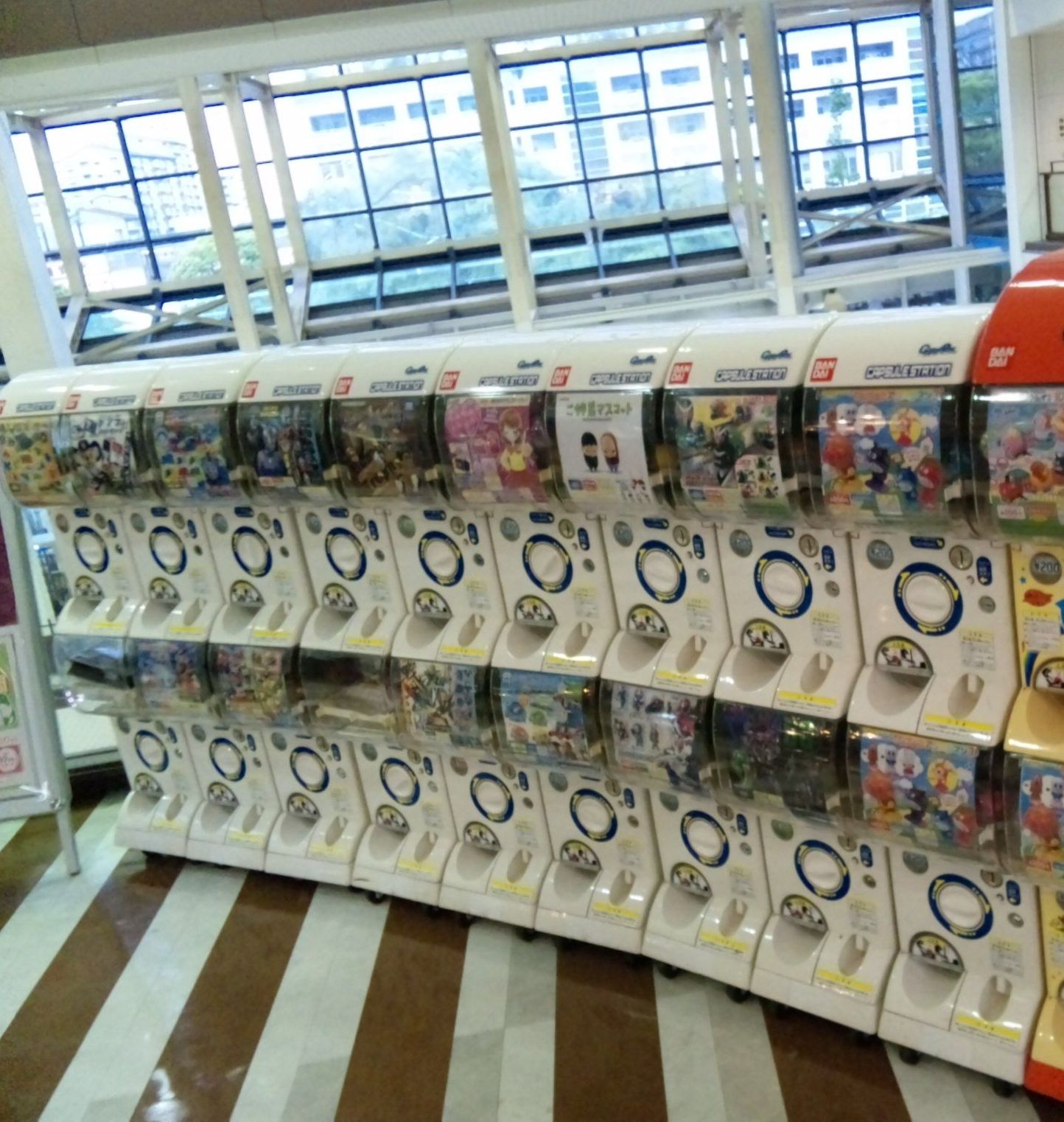
Mécanique de jeu gacha à travers des distributeurs de jouet au Japon

Un jeu gacha est un genre de jeux vidéo qui met en œuvre la mécanique gacha (distributeur de jouets). Semblables aux loot boxes (coffre à butin) dans les jeux vidéo, les jeux gacha incitent les joueurs à dépenser de la monnaie du jeu pour recevoir un objet ou un personnage virtuel aléatoire. La plupart de ces jeux sont des jeux mobiles free-to-play, où le gacha sert d'incitation à dépenser de l'argent du monde réel,.
Le modèle de jeu gacha a commencé à être largement utilisé au début des années 2010, en particulier au Japon,. Presque tous les jeux mobiles les plus lucratifs au Japon l'utilisent, et il est devenu une partie intégrante de la culture des jeux mobiles japonais. Le mécanisme de jeu est également de plus en plus utilisé dans les jeux chinois et coréens,,. Depuis 2016, la tendance des gachas est de s'appuyer sur les licences de manga et dessin animés japonais.

## Modèle
Dans ces jeux, il y a généralement de nombreux personnages, cartes ou autres objets que les joueurs peuvent obtenir, et la plupart d'entre eux ne peuvent être obtenus que par le biais d'un mécanisme de "gacha". Cela permet aux joueurs de "tirer" ou de "tourner" le gacha (par analogie avec une machine à sous ou une roulette) en utilisant un montant spécifique de monnaie du jeu, qui donnera ensuite au joueur un personnage, une carte ou un autre objet aléatoire. Parfois, ces gachas sont limités, de sorte que certains prix ne peuvent être obtenus que dans le cadre d'un événement spécifique. Comme certaines récompenses ont moins de chances d'apparaître, les joueurs doivent généralement faire tourner le gacha plusieurs fois avant d'obtenir le résultat souhaité. D'autres modèles de gachas utilisent un système de pitié : c'est-à-dire que si, après un certain nombre de tirages, le joueur ne reçoit pas un objet, le tirage suivant lui garantira cet objet. La pitié douce augmente légèrement la probabilité d'obtenir un objet rare à chaque tirage, en comptant et en recalculant la probabilité jusqu'à ce que l'objet rare soit reçu, tandis que la pitié forte utilise un compteur pour suivre le nombre de tirages et distribuer automatiquement l'objet rare après avoir atteint un nombre prédéfini.
Dans de nombreux jeux, les récompenses gacha sont essentielles pour que les joueurs puissent progresser dans le jeu. Les joueurs peuvent recevoir des gachas gratuits ou à prix réduit, mais doivent payer pour en obtenir davantage. Ces jeux peuvent également comporter différents niveaux de tirages de gacha, qui donnent différents ensembles de récompenses.
Le modèle du gacha a été comparé à celui des jeux de cartes à collectionner ainsi qu'aux jeux d'argent. Un aspect de la monétisation que l'on retrouve couramment dans le financement des jeux de gacha implique un modèle dans lequel une grande partie des revenus du jeu provient d'une très petite proportion de joueurs qui dépensent une somme d'argent inhabituellement élevée sur les rouleaux de gacha, subventionnant essentiellement le jeu pour d'autres joueurs qui peuvent dépenser de plus petites sommes d'argent, ou même des joueurs free-to-play qui ne dépensent pas d'argent du tout. Les joueurs qui dépensent beaucoup sont souvent appelés familièrement flambeurs ou baleines

## Types

### Gachacomplet
Le "gacha complet" (コンプリートガチャ), également abrégé en "kompu gacha", ou "compu gacha" (コンプガチャ), était un modèle de monétisation populaire dans les jeux vidéo japonais pour téléphones portables jusqu'en 2012, date à laquelle il a été jugé illégal par l'Agence japonaise de la consommation. Selon les règles du gacha complet, les joueurs tentent de "compléter" un ensemble d'objets courants au hasard dans une réserve de butin particulière afin de les combiner en un objet plus rare,. Les quelques premiers objets d'un ensemble peuvent être rapidement acquis, mais à mesure que le nombre d'objets manquants diminue, il devient de plus en plus improbable que le rachat d'une boîte de butin complète l'ensemble (voir problème du collectionneur de vignettes). Ceci est particulièrement vrai s'il y a un grand nombre d'objets communs dans le jeu, puisque finalement un seul objet spécifique est nécessaire.

### Boxgacha
Box Gacha est une boîte virtuelle d'objets fixes avec des probabilités connues. Sa popularité a augmenté à peu près au moment où la controverse sur le gacha complet a été rendue publique. Au fur et à mesure que des articles sont retirés de la boîte, la probabilité de recevoir l'article désiré augmente puisqu'il y a moins d'articles dans la boîte. Il est également possible de retirer tous les articles de la boîte, à condition que le joueur soit prêt à dépenser suffisamment. C'est pourquoi certains joueurs calculent combien d'argent il leur faudrait pour être sûrs de tirer l'objet de leur choix.

### Redrawgacha
Le redraw gacha permet au joueur de "relancer" le gacha s'il reçoit un résultat défavorable. Certains jeux offrent cette fonction gratuitement. Dans les jeux qui offrent un premier tirage gratuit de gacha au début, les joueurs qui commencent le jeu pour la première fois peuvent essayer de "relancer" en créant de nouveaux comptes à plusieurs reprises jusqu'à ce qu'ils obtiennent l'objet rare ou les résultats de départ souhaités.

### Gachade commerce
Le Trade ou commerce gacha permet au joueur d'échanger des objets non désirés contre un nouveau jet qui lui donnera un meilleur objet. Need for Speed Payback est un exemple de cette mécanique.

### Gachaconsécutif
Le gacha consécutif améliore les chances de recevoir des récompenses rares lorsque le joueur dépense en masse. Au lieu de dépenser un montant fixe pour des lancers individuels, un joueur peut dépenser un montant plus important afin de lancer plusieurs fois de suite des dés à un prix légèrement réduit. À la fin du lancer, le joueur reçoit tous les objets en même temps.

### Gachaprogressif
Avec le gacha progressif, les chances du joueur d'obtenir un objet rare augmentent à chaque fois qu'il lance le dé. Ce type de gacha est très populaire auprès des gros dépensiers, car les enjeux sont plus élevés à chaque lancer de dé.

### Gachaouvert ou fermé
Gacha qui montre (ouvert) ou cache (fermé) les probabilités exactes de tirer des objets rares.

### Gachaà prix réduit
Le gacha à prix réduit implique généralement des campagnes ou des événements spéciaux organisés par la société de jeu pour permettre aux utilisateurs de lancer des rouleaux à un prix inférieur.

## Attrait
Les développeurs de jeux ont fait l'éloge du gacha comme étant une excellente stratégie de monétisation free-to-play. La plupart des développeurs qui travaillent principalement avec des jeux free-to-play recommandent de l'incorporer dans le jeu dès le concept pour un potentiel de monétisation maximal.
La question de savoir ce qui rend le gacha si addictif pour tant de joueurs a été débattue. Certains pensent que les jeux de gacha jouent sur l'instinct inhérent de chasseur-cueilleur que les gens ont pour collectionner des objets, ainsi que sur le désir de compléter un ensemble. D'autres pensent que c'est simplement la reproduction du frisson du jeu qui amène les joueurs à revenir encore et encore.

## Critique et controverse
En mai 2012, un article a été publié dans un journal japonais conservateur, le Yomiuri shimbun, qui critiquait les jeux de réseaux sociaux et spécifiquement le gacha pour avoir exploité la naïveté des enfants afin de faire du profit. La principale plainte de l'article était que le modèle gacha ressemblait trop aux jeux d'argent. L'article demandait une enquête de l'Agence japonaise de la consommation pour prévenir les abus du système. Plusieurs cas d'adolescents et même de jeunes enfants ayant dépensé l'équivalent de plus de 1 000 USD ont été rapportés dans les médias,. Peu après, l'enquête suggérée a été réalisée et le modèle de gacha complet a été déclaré illégal par l'Agence de la consommation, citant la loi pour la prévention des extras injustifiables ou des avantages inattendus et des représentations trompeuses (不当景品類及び不当表示防止法). L'Agence pour la protection des consommateurs a déclaré que les objets virtuels pouvaient être considérés comme des "prix" en vertu de la législation existante rédigée en 1977 pour empêcher la pratique du gacha complet dans le contexte des cartes à collectionner de baseball. Dans le mois qui a suivi la publication de cette déclaration, tous les grands éditeurs de jeux japonais ont supprimé les règles de gacha complet de leurs jeux, bien que de nombreux développeurs aient trouvé des moyens de contourner ce problème,. En outre, plusieurs procès ont été intentés au Japon contre des sociétés vendant des produits gacha, ce qui a entraîné une baisse temporaire de leur valeur boursière de près d'un quart,,. Les développeurs de jeux mobiles japonais, dont GREE et DeNA, ont travaillé à la création d'un groupe industriel autorégulateur, la Japan Social Game Association, qui était une tentative de pousser les développeurs à se détourner de ces modèles, mais cela n'a pas été couronné de succès et l'Association a été dissoute en 2015.
Le mécanisme a fait l'objet d'un examen minutieux pour sa similitude avec les jeux d'argent, et certains pays exigent que les taux de chute soient rendus publics, ou ont interdit certaines pratiques (par exemple, un gacha complet). Ce type de jeu a également été critiqué pour avoir incité les joueurs à dépenser des milliers de dollars à la fois pour obtenir ce qu'ils voulaient, et la façon dont les résultats des gachas sont présentés dans le jeu a également été critiquée. Les enfants sont susceptibles d'être affectés par le mécanisme de jeu puisque les appareils mobiles permettent un accès facile au paiement ; certains développeurs de jeux introduisent aussi intentionnellement des manipulations émotionnelles et des pratiques d'exploitation. Un document de recherche de 2019 a noté que « le système gacha s'est avéré être addictif et problématique » et a émis l'hypothèse que les failles du système gacha pourraient être exploitées pour le blanchiment d'argent international.